# Montereina branneri
Montereina branneri là một loài sên biển mang trần thuộc nhánh Doridacea, là động vật thân mềm chân bụng không vỏ sống ở biển trong họ Discodorididae.

## Miêu tả
Ciều dài lớn nhất được ghi lại là 110 mm.

## Môi trường sống
Độ sâu lớn nhất được ghi lại là 0 m. Độ sâu tối đa được ghi nhận là 7 m.